# Kazumi Kawai
Kazumi Kawai (可愛 かずみ Kawai Kazumi?) (Tokio, Japón; 9 de julio de 1964 — Ibídem; 9 de mayo de 1997) fue una actriz y cantante japonesa, que se suicidó en el 9 de mayo de 1997.

## Filmografía
- Sailor-fuku shikijo shiiku (1982) .... Mikiko
- Headphone Lullaby (1983) .... Rina
- Ippai no kakesoba (1992) .... Masayo
- Bokyo (1993) .... Yoshiko